# Данильсон-Ярг, Леа
Леа Данильсон-Ярг (эст. Lea Danilson-Järg; род. 27 ноября 1977, Таллин) — эстонский государственный деятель. Член партии «Отечество». Министр юстиции Эстонии с 18 июля 2022 по 17 апреля 2023 год.

## Биография
Родилась 27 ноября 1977 года в Таллине.
В 2002 году окончила Таллинский технический университет по специальности административный менеджмент.
В 2001–2004 годах — советник ректора Академии внутренней безопасности.
В 2014–2016 годах — специалист по информации в парламентском инфоцентре Национальной библиотеки Эстонии. В 2017–2018 годах — аналитик в некоммерческой организации Eesti Sündimusuuringud. В 2019–2021 годах — начальник отдела демографической и семейной политики министерства внутренних дел Эстонии. В 2018–2019 и 2021–2022 годах — редактор отдела демографической политики в медиахолдинге Postimees Group.
В 1998–2004 годах — член Народной партии умеренных. В 2022 году вступила в партию «Отечество».
18 июля 2022 года получила портфель министра юстиции Эстонии во втором правительстве Каи Каллас.
Владеет эстонским как родным языком, а также английским, русским и финским языками.

## Личная жизнь
Замужем, мать двух дочерей и сына.